# Hetty Blok
Pour les articles homonymes, voir Blok.
Hetty Blok (née Henriëtte Adriana Blok le 6 janvier 1920 à Arnhem et morte le 6 novembre 2012 à Amsterdam est une cabaretière, chanteuse et actrice néerlandaise. Elle se produit sur scène, à la radio et à la télévision pendant plus de cinq décennies.  
Hetty Blok est principalement connue pour avoir incarné l'infirmière Klivia dans la série télévisée Ja zuster, nee zuster. Elle est également connue pour son amitié avec Annie M.G. Schmidt dont elle est l'interprète de nombreuses chansons. 

## Biographie
Blok commence sa carrière dans le cabaret en 1943, après le début de la Seconde Guerre mondiale, elle se produit avec des chanteurs et des musiciens établis tels que Wim Sonneveld, Fien de la Mar et Harry Bannink. Pendant cette période elle rencontre Annie M.G. Schmidt et avec qui elle devient amie. 
Elle joue notamment dans ' t is Historisch (1948), Wij spelen pantomime (1949), Iene miene mutte (1949), ' t Is mij een raadsel (1950) et le programme Boekenbal Een bloemlezing in prachtband (1951). Le 2 octobre 1951, elle intègre le casting de De toverspiegel de Willy van Hemert, le premier programme télévisé néerlandais diffusé en direct. Hetty Blok est aussi actrice pour la radio: de 1952 à 1958, elle est la voix de la femme de chambre Sjaantje dans la pièce radiophonique d'Annie M. G. Schmidt In Holland staat een huis.  

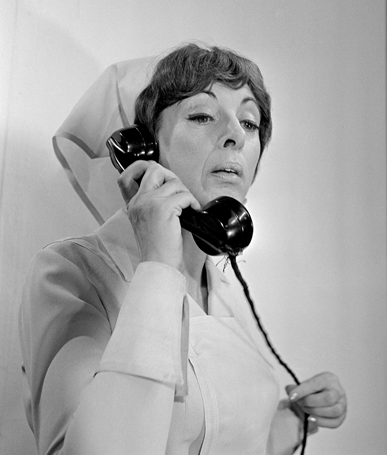
Infirmière Klivia sur le plateau, 1966. Photographie par A. Vente.

De 1966 à 1968, elle incarne l'infirmière Klivia la série télévisée Ja zuster, nee zuster créée par son amie Annie M. G. Schmidt. Encore maintenant, Hetty Blok est pour beaucoup de néerlandais, l'infirmière Kliva. La série reste l'une des émissions de télévision les plus populaires des Pays-Bas. 
En plus de sa carrière d'actrice, Hetty Blok continue de se produire sur scène et interprète des chansons populaires accompagnée de musiciens néerlandais tels que Cor Lemaire, Harry Bannink, Ruud Bos et Bas Odijk. En 1998 elle part en tournée avec Bas Odijk et interprète des chansons composées d'Annie M. G. Schmidt.
En 2002, elle fait une apparition dans le film Ja zuster nee zuster.
En 2008, elle participe à la semaine dédiée à Annie M. G. Schmidt à la bibliothèque Openbare à Amsterdam, la même bibliothèque où elle célèbre son quatre-vingt-dixième anniversaire en 2010. 
En janvier 2010, elle chante le thème de la série Ja zuster, nee zuster dans l'émission De Wereld Draait Door. 
Hetty Blok meurt âgée de 92 ans, à Amsterdam, des suites d'une maladie.

## Filmographie
- 1951 : De Toverspiegel
- 1953 : Sterren Stralen Overal
- 1962 : Kermis in de Regen

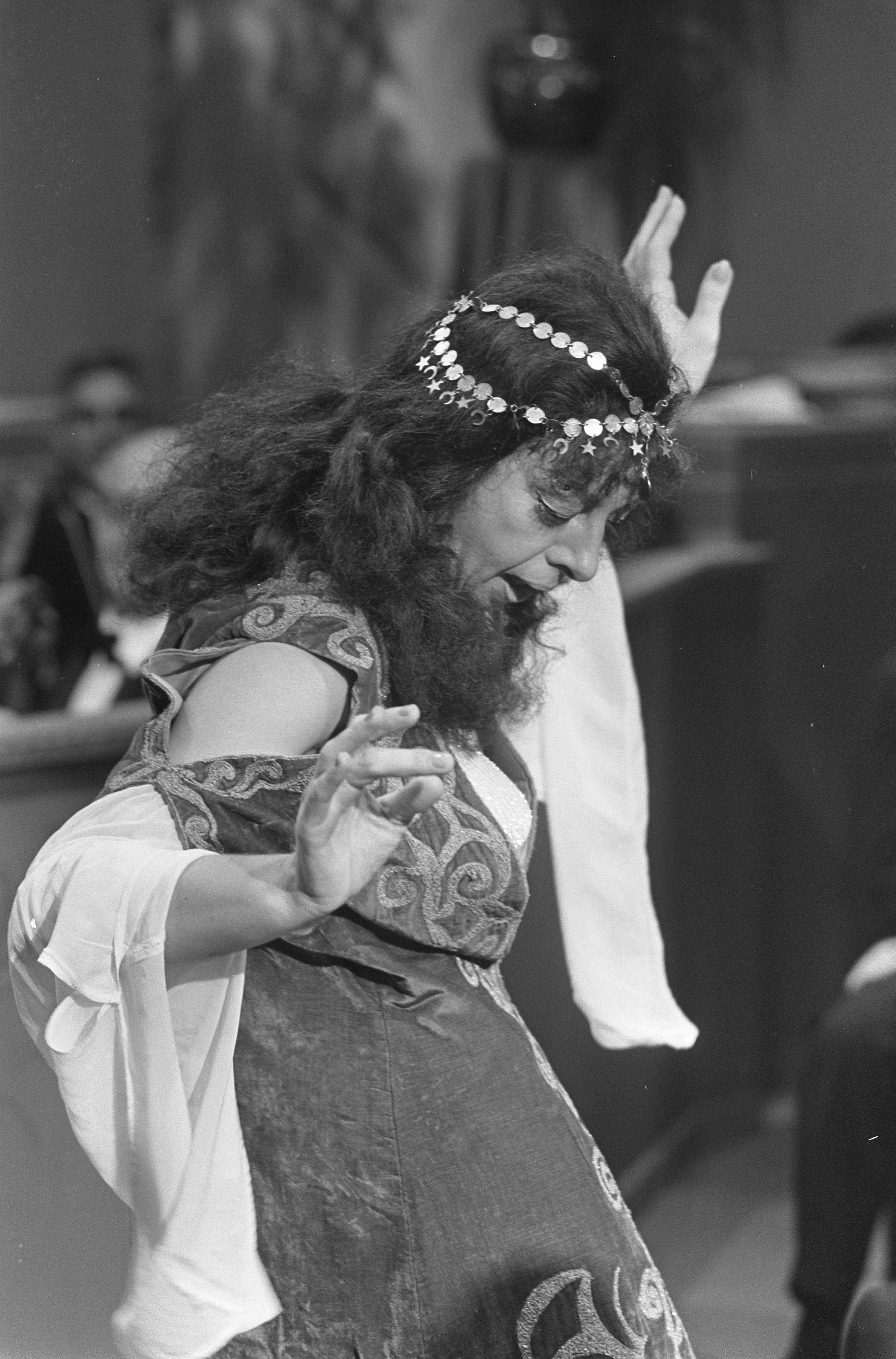
Blok jouant une femme turque (1968).

- 1966-1968 : Ja zuster, nee zuster : infirmière Klivia
- 1972 : Kunt u mij de weg naar Hamelen vertellen, mijnheer? : sorcière Eefje Eenoog
- 1973 : Geen Paniek : tante Toetje Kluif
- 1977 : De nieuwe koning : reine
- 1983 : Brandende Liefde
- 1993 : Selma Vrooland
- 1999 : Zaanse nachten
- 1999 : Oppassen !!! : tante de Piet van Vliet
- 2002 : Ja Zuster, Nee Zuster